# Wichard Joachim Heinrich von Möllendorf
Pour les articles homonymes, voir Möllendorff.
Le comte Wichard Joachim Heinrich von Möllendorf est un général prussien, né à Lindenberg dans la marche de Prignitz le 7 janvier 1724, mort à Havelberg le 28 janvier 1816.

## Biographie
Wichard von Möllendorff est le fils de Max Friedrich von Möllendorff, seigneur héréditaire de Lindenberg, capitaine de digue dans le Prignitz, et de son épouse Alma Elisabeth, née von Platen de la maison de Kuhwinkel.
D’abord page de Frédéric le Grand, il accompagna ce souverain dans la seconde guerre de Silésie, devint ensuite porte-drapeau de la garde, fut nommé aide de camp du roi en récompense de la bravoure dont il avait fait preuve en défendant un convoi contre des forces très-supérieures (1744), devint colonel en 1760, général-major en 1762, est nommé en 1771 chef du 39e régiment d'infanterie, commanda un corps de l’armée du prince Henri dans la guerre de Succession de Bavière, est nommé en 1782 chef du 25e régiment d'infanterie "Ramin" et en 1783 gouverneur de Berlin.
Nommé général d’infanterie par Frédéric-Guillaume II en 1787, il prit en 1793 le commandement de l’armée chargée d’exécuter le démembrement de la Pologne, s’acquitta avec beaucoup de ménagement de cette pénible mission, fut créé à son retour feld-maréchal et, après avoir été pendant quelque temps gouverneur de la Prusse méridionale, il remplaça en 1794 le duc de Brunswick dans le commandement de l’armée prussienne sur le Rhin. Il battit l’armée française à Kaiserslautern et la poursuivit jusque sur la Sarre, mais après la reprise de Weissembourg par le général Hoche, le vieux feld-maréchal, qui avait déjà manifesté quelque opposition à la guerre contre la France, profita de la circonstance et du crédit dont il jouissait pour faire les premières ouvertures du traité qui fut conclu a Bâle en 1795.
Lorsqu’en 1806, la guerre de la Quatrième Coalition éclata entre la France et la Prusse, il accompagna, à l'âge de 82 ans, le roi sans avoir de commandement spécial. Le 21 septembre, alors qu'il montait à cheval à la porte de Brandebourg, il glissa de l'autre côté. Le même jour, la statue de Bellone de Hulot est tombée du pignon de l’Arsenal de Berlin. Ces deux évènements ont fait immédiatement la une au sein de l’armée et dans le public. Blessé à Auerstaedt, il fut fait prisonnier par les Français à Erfurt et remis en liberté par Napoléon, qui le traita avec les plus grands égards.
Möllendorf a laissé la réputation d’un bon général. Mirabeau, dans sa Correspondance secrète, vante la loyauté et la fermeté de son caractère. Toutefois, on l’a accusé d’avoir acquis de grandes richesses dans des spéculations peu dignes du poste élevé qu’il occupait.

## Source
- « Wichard Joachim Heinrich von Möllendorf », dans Pierre Larousse, Grand dictionnaire universel du XIXe siècle, Paris, Administration du grand dictionnaire universel, 15 vol., 1863-1890 [détail des éditions].